# Cujin
Cujin (kinesiska: 促进乡, 促进) är en socken i Kina. Den ligger i provinsen Sichuan, i den sydvästra delen av landet, omkring 100 kilometer söder om provinshuvudstaden Chengdu. Antalet invånare är 6 732. Befolkningen består av 3 338 kvinnor och 3 394 män. Barn under 15 år utgör 16,0 %, vuxna 15-64 år 63 %, och äldre över 65 år 20,0 %.
Genomsnittlig årsnederbörd är 1 348 millimeter. Den regnigaste månaden är juli, med i genomsnitt 306 mm nederbörd, och den torraste är december, med 13 mm nederbörd.